# Belén Frau Uriarte
Belén Frau Uriarte (Bilbao, 1974) es una economista, CEO española y directora global de Comunicación

## Biografía
Es la menor de cinco hermanos. Impartir clases particulares de inglés fue una constante en su vida, además estudió un año es Estados Unidos. Se graduó en Ciencias Económicas y Empresariales por la Universidad del País Vasco. 

### Trayectoria profesional
Realizó sus prácticas en una productora de televisión vasca. También trabajó en una asesoría como recadista. Entre 1997 y 2004, trabajó como gerente de auditoría en la Consultora Deloitte.
En el año 2004 se incorporó a la plantilla laboral de Ikea como responsable de departamento, en Barakaldo, Vizcaya. En 2006 ascendió a subdirectora y se trasladó a Madrid, para ocupar el cargo de directora general de Ikea en España entre los años 2011 a 2015. Es la primera mujer en asumir la dirección ejecutiva (CEO) de España en la península. Siendo responsable de la adaptación y desarrollo de la estrategia internacional de la compañía en su división ibérica. En el año 2015, se trasladó a Milán,a fin de ejercer como directora ejecutiva para Italia. Con responsabilidad directa en siete países: Bélgica, Holanda, Polonia, Portugal, Reino Unido, Suecia y Suiza. Además de presidir el Consejo de los mercados de España, Finlandia y Sureste de Europa. En 2019 fue nombrada subdirectora mundial de operaciones Ikea, trasladando su residencia a Suecia, para poder supervisar los procesos transversales entre distintas áreas y formar parte de comités estratégicos de dirección, como los centrados en el área digital y el de las personas. En 2021 fue nombrada directora global de Comunicación. Pasa a formar parte también del comité de dirección mundial de la compañía

## Premios y reconocimientos
- Premio, mejor Directiva del Año. En XXI Edición de la Federación Española, Mujeres Directivas.[11]
- Formó parte del jurado de "Premios nacionales de Innovación y Diseño.[12]

- Incluida en "Top 100 mujeres líderes directivas".[13][14]
- Mujer Directiva en la IV Edición del Premio Internacional “Madrid woman´s Week”.[3]
- Encuesta Adeco. La sitúa entre los profesionales preferidos de los trabajadores de la comunidad Valenciana.[15]
- Incluida en el ranking que publica Marco, como una de las 10 mujeres españolas con mejor reputación en empresa.[16]
- Alfiler de Oro 2021”.[17]